# Spokane (Louisiane)
Pour les articles homonymes, voir Spokane.
Spokane est une census-designated place de la paroisse de Concordia, en Louisiane, aux États-Unis. 